# Calvisson
Calvisson este o comună în departamentul Gard din sudul Franței. În 2009 avea o populație de 4.857 de locuitori.

## Evoluția populației
| An        | 1975  | 1982  | 1990  | 1999  | 2006  | 2009  |
| --------- | ----- | ----- | ----- | ----- | ----- | ----- |
| Populație | 1.793 | 2.088 | 2.725 | 3.597 | 4.213 | 4.857 |